# Oameni de nădejde
Oameni de nădejde este un film românesc din 1989 regizat de Alexandru Boiangiu.